# 1517 год
1517 (ты́сяча пятьсо́т семна́дцатый) год  по юлианскому календарю — невисокосный год, начинающийся в четверг. Это 1517 год нашей эры, 7‑й год 2‑го десятилетия XVI века 2‑го тысячелетия, 8‑й год 1510‑х годов. Он закончился 508 лет назад.
| Пн | Вт | Ср | Чт | Пт | Сб | Вс |
|    |    |    | 1  | 2  | 3  | 4  |
| 5  | 6  | 7  | 8  | 9  | 10 | 11 |
| 12 | 13 | 14 | 15 | 16 | 17 | 18 |
| 19 | 20 | 21 | 22 | 23 | 24 | 25 |
| 26 | 27 | 28 | 29 | 30 | 31 |    |

| Пн | Вт | Ср | Чт | Пт | Сб | Вс |
|    |    |    |    |    |    | 1  |
| 2  | 3  | 4  | 5  | 6  | 7  | 8  |
| 9  | 10 | 11 | 12 | 13 | 14 | 15 |
| 16 | 17 | 18 | 19 | 20 | 21 | 22 |
| 23 | 24 | 25 | 26 | 27 | 28 |    |

| Пн | Вт | Ср | Чт | Пт | Сб | Вс |
|    |    |    |    |    |    | 1  |
| 2  | 3  | 4  | 5  | 6  | 7  | 8  |
| 9  | 10 | 11 | 12 | 13 | 14 | 15 |
| 16 | 17 | 18 | 19 | 20 | 21 | 22 |
| 23 | 24 | 25 | 26 | 27 | 28 | 29 |
| 30 | 31 |    |    |    |    |    |

| Пн | Вт | Ср | Чт | Пт | Сб | Вс |
|    |    | 1  | 2  | 3  | 4  | 5  |
| 6  | 7  | 8  | 9  | 10 | 11 | 12 |
| 13 | 14 | 15 | 16 | 17 | 18 | 19 |
| 20 | 21 | 22 | 23 | 24 | 25 | 26 |
| 27 | 28 | 29 | 30 |    |    |    |

| Пн | Вт | Ср | Чт | Пт | Сб | Вс |
|    |    |    |    | 1  | 2  | 3  |
| 4  | 5  | 6  | 7  | 8  | 9  | 10 |
| 11 | 12 | 13 | 14 | 15 | 16 | 17 |
| 18 | 19 | 20 | 21 | 22 | 23 | 24 |
| 25 | 26 | 27 | 28 | 29 | 30 | 31 |

| Пн | Вт | Ср | Чт | Пт | Сб | Вс |
| 1  | 2  | 3  | 4  | 5  | 6  | 7  |
| 8  | 9  | 10 | 11 | 12 | 13 | 14 |
| 15 | 16 | 17 | 18 | 19 | 20 | 21 |
| 22 | 23 | 24 | 25 | 26 | 27 | 28 |
| 29 | 30 |    |    |    |    |    |

| Пн | Вт | Ср | Чт | Пт | Сб | Вс |
|    |    | 1  | 2  | 3  | 4  | 5  |
| 6  | 7  | 8  | 9  | 10 | 11 | 12 |
| 13 | 14 | 15 | 16 | 17 | 18 | 19 |
| 20 | 21 | 22 | 23 | 24 | 25 | 26 |
| 27 | 28 | 29 | 30 | 31 |    |    |

| Пн | Вт | Ср | Чт | Пт | Сб | Вс |
|    |    |    |    |    | 1  | 2  |
| 3  | 4  | 5  | 6  | 7  | 8  | 9  |
| 10 | 11 | 12 | 13 | 14 | 15 | 16 |
| 17 | 18 | 19 | 20 | 21 | 22 | 23 |
| 24 | 25 | 26 | 27 | 28 | 29 | 30 |
| 31 |    |    |    |    |    |    |

| Пн | Вт | Ср | Чт | Пт | Сб | Вс |
|    | 1  | 2  | 3  | 4  | 5  | 6  |
| 7  | 8  | 9  | 10 | 11 | 12 | 13 |
| 14 | 15 | 16 | 17 | 18 | 19 | 20 |
| 21 | 22 | 23 | 24 | 25 | 26 | 27 |
| 28 | 29 | 30 |    |    |    |    |

| Пн | Вт | Ср | Чт | Пт | Сб | Вс |
|    |    |    | 1  | 2  | 3  | 4  |
| 5  | 6  | 7  | 8  | 9  | 10 | 11 |
| 12 | 13 | 14 | 15 | 16 | 17 | 18 |
| 19 | 20 | 21 | 22 | 23 | 24 | 25 |
| 26 | 27 | 28 | 29 | 30 | 31 |    |

| Пн | Вт | Ср | Чт | Пт | Сб | Вс |
|    |    |    |    |    |    | 1  |
| 2  | 3  | 4  | 5  | 6  | 7  | 8  |
| 9  | 10 | 11 | 12 | 13 | 14 | 15 |
| 16 | 17 | 18 | 19 | 20 | 21 | 22 |
| 23 | 24 | 25 | 26 | 27 | 28 | 29 |
| 30 |    |    |    |    |    |    |

| Пн | Вт | Ср | Чт | Пт | Сб | Вс |
|    | 1  | 2  | 3  | 4  | 5  | 6  |
| 7  | 8  | 9  | 10 | 11 | 12 | 13 |
| 14 | 15 | 16 | 17 | 18 | 19 | 20 |
| 21 | 22 | 23 | 24 | 25 | 26 | 27 |
| 28 | 29 | 30 | 31 |    |    |    |

## События
- 1493—1593 — Столетняя хорватско-османская война. Серия вооружённых конфликтов между Королевством Хорватия и Османской империей[1].
- 1505—1517 — закончилась Португало-египетская война. Военный конфликт между Мамлюкским Египтом и колониалистской Португалией за господство в Индийском океане[2].
  - 12 апреля — осада Джидды[3].
- 1507—1622 — Португало-персидская война. Ряд вооружённых конфликтов между колониалистской Португалией и вассальным Ормузом, с одной стороны, и Сефевидской империей, поддерживаемой англичанами, с другой[4].
- 1510—1528 — война между Сефевидами и Шейбанидами. Серия конфликтов между узбекской династией Шейбанидов, которые основали Бухарское ханство, и Сефевидским государством[5].
- 1511—1641 — Малайско-португальская война. Вооружённый конфликт XVI-XVII веков, в котором Малаккский султанат при поддержке империи Мин, Голландской Ост-Индской компании (с 1607) и Джохора безуспешно сопротивлялся Португальской империи, стремившейся захватить Малакку и установить контроль над торговлей между Индией и Китаем[6].
- 1512—1517 — закончил работу V Латеранский собор. Церковная реформа[7].
- 1514—1555 — Турецко-персидская война[8].
- 1514—1517 — закончилась война Саксонская вражда[9].
- 1515—1523 — Восстание фрисландских крестьян против властей Голландии[10].
- 1516—1517 — закончилась Османо-мамлюкская война[11].
  - 22 или 23 января — Битва при Ридании[11].
  - Туман-бей построил укреплённый лагерь на границе пустыни, но турки обошли его. Начало года — Армия Селима вступила в Каир и подвергла его грабежу. Мамлюки Туман-бея были в конце концов отброшены в Верхний Египет, а вскоре разгромлены. Туман-бей был выдан египетскими бедуинами и повешен в Каире. Завоевание турецкими войсками Египта. Захват огромной добычи. Селим признал за 24 мамлюкскими беями их прежние земли и привилегии. Присоединение Египта, Хиджаза и Хабеша (юго-запад побережья Красного моря). Селим получил ключи от храма Кааба.
  - Султан Селим I захватил Египет и Хиджаз, завершив, таким образом, покорение Османской Турцией Арабского мира.
- Начало года — Урбинская война (одна из Итальянских войн)[12].
- Май — Мухаммед I Гирей заключил союзный договор с ВКЛ[13].
- Август — состоялся крымский набег на Волынь, положивший начало открытой конфронтации между Крымским ханством и ВКЛ. Её кульминацией стал набег калги Бахадур-Гирея на земли ВКЛ[13].
- 31 октября — монах ордена августинцев, профессор философии и теологии университета Виттенберга Мартин Лютер обнародовал текст с 95 тезисами про индульгенции. Начало Реформации в Германии.
- Урбинская война, герцог Франческо Мария делла Ровере изгнан из Урбино войсками Медичи.
- В графства Англии послана королевская комиссия для расследования случаев огораживания и наказания нарушителей.
- Датский король Кристиан отстранил риксрод (госсовет) от власти, используя борьбу между феодалами.
- Король Карл приехал из Нидерландов в Испанию.
- Антииспанское восстание в большей части Сицилии. Подавлено испанскими войсками.
- Заговор «Башмака» в Германии во главе с Иосом Фрицем и Штоффелем.
- Крестьянские волнения в Крживоклатске (Чехия).
- Янычары совершенно опустошили Дамаск.
- Канта, царь Кебби в восточном Сонгай, восстал против аскии. Вместе с ним восстали сыновья аскии Муса, Дауд и Измаил. Мохаммед I был захвачен, ослеплён и сослан на один из островов на Нигере.
- Португальцы теряют Аден.
- Подавление восстания в Цзянсу.
- Новое восстание в южном Цзянси. Карательные войска возглавил философ Ван Шоужэнь (Ван Янмин).

## Русское государство

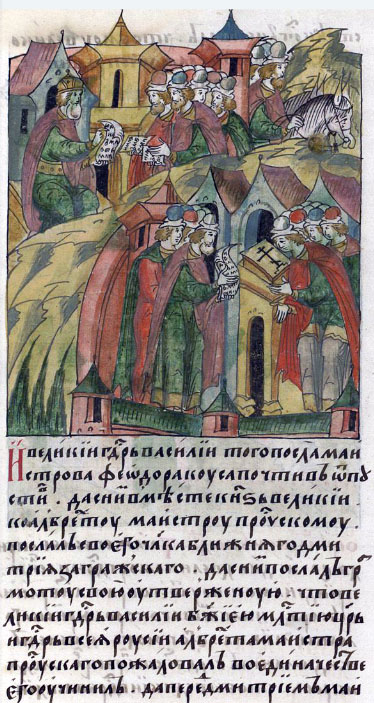
Лицевой летописный свод. Отъезд русского посольства в Тевтонский орден

Правление: 1505—1533 — Василий III Иванович
- Русско-литовская война (1512—1522)[14].
  - Сентябрь — Король Сигизмунд I выступает к Полоцку и посылает от туда Константина Ивановича Острожского с войском на Псков[15].
  - Начало октября — Ростовский Александр Владимирович, находящийся на заставе в Великих Луках, узнав о походе польско-литовских войск на Русское государство к Опочке, извещает великого князя, а против поляков посылает передовую рать[16].
  - Василий III посылает войско под командованием Василия Васильевича Немого Шуйского идти из Вязьмы против королевских войск. Его войска расположились за рекой Соротой у Изборска, а войска воевод Фёдора Васильевича Лопаты Оболенского и Ивана Васильевича Ляцкого переправляются через реку Великую и нападают на врага[15].
  - 18 октября — после поражения от русских войск в боях при селе Ключищах и под Опочкой, польско-литовское войско Константина Острожского снимает осаду Опочки. Узнав о подходе дополнительного русского войска поляки отступают от Пскова[15].
  - Конец октября — Василий III ведёт переговоры с послами польского короля Сигизмунда — Яном Щитом и Богушем о заключении перемирия и поддержки антитурецкой коалиции. В ходе переговоров русская сторона настаивает на передаче России старой «отчины» русских князей — Киева и Витебска, а польская сторона напротив требует возвращения Смоленска и других городов. Прийти к соглашению не удаётся и великий князь отсылает послов ни с чем[15].
- Русско-ливонское перемирие, направленное на облегчение торговли русских купцов на территории Ливонского Ордена[17].
- 24 февраля — по приглашению Василия III в Москву приезжает посол магистра Тевтонского ордена — Дитрих Шонберг, для переговоров и подписания договора о военной взаимопомощи от польского короля и предоставлении денежных кредитов Ордену[15].
  - 11 марта — Василий III, для ратификации договора заключённого с Тевтонским орденом, отпускает с послом своего посла Дмитрия Давыдовича Загряжского[15].
- 18 апреля (по другим данным 28) — в Москву к Василию III приезжает посол от императора Максимилиана I — Сигизмунд Герберштейн (будущий автор «Записок о Московии»), чтобы договориться о совместных действиях Империи и России против Турции, а также примирить великого князя с королём польским[15].
  - 19 мая — Василий III вместе с братьями принимает Сигизмунда Герберштейна и ведёт переговоры на охоте[15].
  - 22 ноября — Сигизмунд Герберштейн отправляется на Родину, с ним Василий III отправляет своего посла дворцового дьяка Владимира Семёновича Племянникова[15]. Обмен посольствами с императором Священной Римской империи[17].
- Август — Крымский поход на Русь: 20-тысячное крымское войско, подстрекаемое польским королём Сигизмундом, вторгается в окрестности Тулы, но терпит поражение от великокняжеских воевод Василия Семёновича Швих Одоевского и Ивана Михайловича Воротынского и местного ополчения[15].
  - Август — Одоевский В.С. и Воротынский И.М. разгромили под Тулой и в Беспутском стане крымских татар[18].
- 6 августа — вышла первая печатная книга на старобелорусском языке Франциска Скорины(Псалтырь).
- Пожалованы окольничеством: Карпов Фёдор Иванович[19].
- Пожалованы боярством: Пеньков Василий Данилович (ум. 1532), Ростовский Юрий Андреевич Хохолков (ум. 1529) и Карпов Фёдор Иванович[19].
- На службу великому князю выехал родоначальник дворянского рода: Давыдовы[20].

### Города и поселения
- 1517—1526 — сооружены новые укрепления во Пскове[17].
- Впервые упоминается как село — Кандалакша[21].

## Начало правления
См. также: Список глав государств в 1517 году

## Родились
См. также: Категория:Родившиеся в 1517 году
- Говард, Генри, граф Суррей — английский аристократ, один из основателей английской поэзии Эпохи Возрождения
- Император Огимати — 106-й император Японии, правивший около 30 лет в 1557 (1560) — 1586 годах.
- Кетлер, Готхард — последний ландмейстер Тевтонского ордена в Ливонии и первый герцог Курляндии и Семигалии
- Царлино, Джозеффо — итальянский теоретик музыки, педагог и композитор.

## Скончались

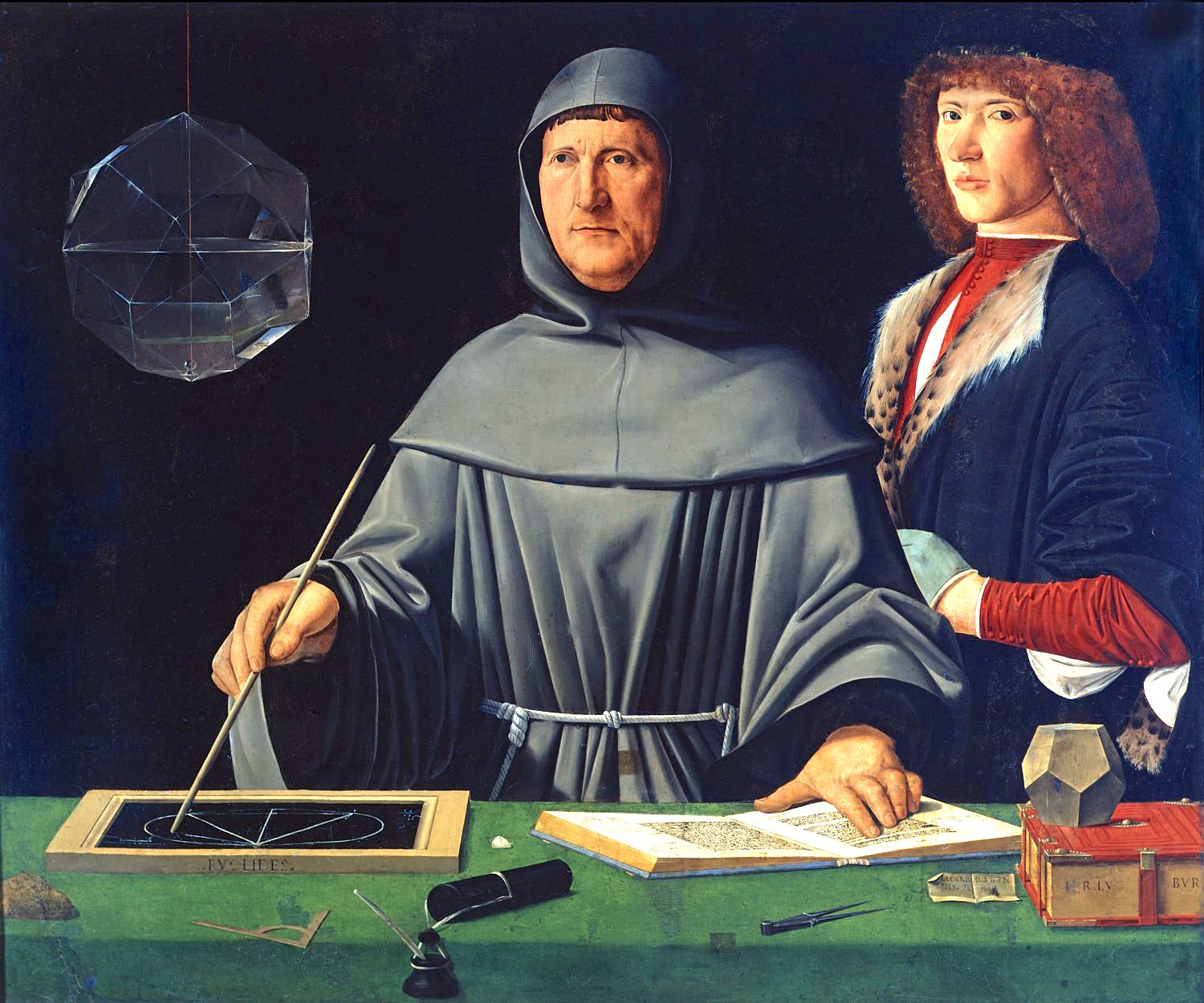
Пачоли демонстрирует теоремы Евклида (картина, приписываемая Барбари)

См. также: Категория:Умершие в 1517 году
- 7 декабря — Альберт Кранц, немецкий богослов, историк и дипломат[22].
- Фра Бартоломео — флорентийский живописец.
- Изак, Хенрик — фламандский композитор.
- Пачоли, Лука — итальянский математик, один из основоположников современных принципов бухгалтерии.
- Мария Арагонская — вторая жена Мануэля I Португальского, мать Жуана III и Энрике, королева-консорт Португалии с 1500 года до своей смерти.
- Хименес де Сиснерос, Франсиско — государственный, общественный и церковный деятель Испании, кардинал, Великий Инквизитор.
- Эрнандес де Кордоба, Франсиско — испанский конкистадор.
- Абд аль-Латиф — хан Казанского ханства (1496—1502)[23].
- Сикандар-шах — султан Делийского султаната.